# Floccularia pitkinensis
Floccularia pitkinensis är en svampart som först beskrevs av Mitchel & A.H. Sm., och fick sitt nu gällande namn av Marcel Bon 1990. Floccularia pitkinensis ingår i släktet Floccularia och familjen Agaricaceae.   Inga underarter finns listade i Catalogue of Life.